# Bitka kod Pasargada
Bitka kod Pasargada (550. pr. Kr.) bila je zadnja u seriji bitaka tijekom Perzijskog ustanka (552. – 550. pr. Kr.), koji je završio pobjedom Perzijanaca nad Medijcima, odnosno anektiranjem Medije Kirovom Perzijskom Carstvu. Postoji povijesna dvojba koliko se bitka održalo tijekom ustanka Perzijanaca, naime Herodot spominje samo prvu i zadnju bitku što bi značilo kako se prije ove bitke održala samo bitka kod Hirbe, dok su se prema Nikolaju iz Damaska odigrale tri bitke (kod Hirbe, perzijske granice i pasargadskog brda).
Iako je medijski kralj Astijag u nekoliko pohoda uspio prodrijeti u perzijske teritorije i ubiti kralja Kambiza I. (Kirovog oca), nije bio u stanju uništiti perzijsku vojsku pod princem, a kasnije kraljem Kirom Velikim. Mnogi medijski plemići su impresionirani Kirovom ratničkom i političkom vještinom, odlučili preći na perzijsku stranu. Zbog toga je oslabljena medijska vojska konačno poražena u bitci kod Pasargada, a nakon čega su svi preostali medijski plemići priznali Kira Velikog za velikog kralja. Time je stvoreno prvo perzijsko, odnosno Ahemenidsko Carstvo. Astijag je nešto kasnije uhvaćen, no Kir ga je dao poštedjeti. Mlada država nekoliko godina kasnije se našla u novom velikom ratu kada je lidijski kralj Krez na pokrenuo pohod, smatrajući svrgavanje svog rođaka Astijaga neoprostivom uvredom.

## Poveznice
- Perzijski ustanak
  - Bitka kod Hirbe
  - Bitka kod perzijske granice
  - Opsada pasargadskog brda
- Ahemenidsko Perzijsko Carstvo
- Ahemenidska dinastija
- Kir Veliki
- Perzijanci
- Astijag
- Medijci

## Vanjske poveznice
- Max Duncker: „Povijest antike“ (The History of Antiquity), Richard Bentley, London, 1881., str. 351. – 352.
- George Rawlinson: „Sedam velikih monarhija antičkog Istoka“ (The Seven Great Monarchies of the Ancient Eastern World), 3. od 7 svezaka - Medija
- M. A. Dandamaev: „Politička povijest Ahemenidskog Carstva“ (A Political History of the Achaemenid Empire), prevoditelj: W. J. Vogelsang, izdavač: BRILL Press, 1989., str. 16. – 17.
- W. B. Fischer, Ilya Gershevitch i Ehsan Yarshster: The Cambridge History of Iran, izdavač: Cambridge University Press, 1993., 1. svezak, str. 145.